# Podtureň
Obec Podtureň se nachází ve Slovenské republice v okrese okrese Liptovský Mikuláš. Obec leží v Podtatranské kotlině a protéká jí řeka Váh. Nad obcí se vypíná jeden z nejdelších mostů v SR (slovenská dálnice D1). Podturní vede hlavní železniční trať Košice–Bohumín.

## Historie
V Podturni žil člověk již v mladší době kamenné. Při stavbě železnice a dálnice byl objeven rozsáhlý komplex obranných opevnění z 1. století př. n. l., tento systém je jedinečný svého druhu na Slovensku. Odkrytá byla i starší osada ze starší doby železné. První písemná zmínka o obci pochází z roku 1337. V obci stával středověký hrádek, jehož dominantou byla okrouhlá věž. Název Podtureň se dá rozložit Pod-tureň (Pod-věží). Roku 1919 založena škola. Vznik Slovenského státu v roce 1939 nepřijali všichni obyvatelé obce s nadšením. Už v prvních letech vznikla ilegální protifašistická skupina (A. Báthory, J. Forgáč Mihok, P. Juráš, J. Macek). Podtureň byla osvobozena 31. ledna 1945 československými a sovětskými vojsky. V roce 1949 získala obec telefonní spojení a rozhlas.

## Obyvatelstvo
K 31. 12. 2004 měla Podtureň 514 stálých obyvatel, z toho 279 žen a 235 mužů. (r. 1991 448 obyvatel, r. 2001 479 obyvatel, r. 2004 514 obyvatel, r. 2006 cca 650 obyvatel) Podle výsledků sčítaní obyvatelstva (r. 2001) žilo v obci 98,75 % obyvatel slovenské národnosti, 0,63 % české národnosti, 0,42 % maďarské národnosti a 0,21 % polské národnosti.